# ۹۳۳ (خورشیدی)
۹۳۳ نهصد و سی و سومین سال هجری خورشیدی است.